# توني دوماس
توني دوماس (بالإنجليزية: Tony Dumas)‏ مواليد 25 أغسطس 1972 في شيكاغو، هو لاعب كرة سلة أمريكي معتزل. بدأ مسيرته الاحترافية في سنة 1994. تم اختياره من قبل فريق دالاس مافيريكس خلال الدرافت. يبلغ طوله 6 قدم 6 بوصة (2.0 م). اعتزل اللعب في 2001. أحرز خلال مسيرته في الإن بي إيه 1140 نقطة بمعدل 7.3 نقاط في المباراة الواحدة.

## المسيرة الاحترافية
لعب مع دالاس مافيريكس من سنة 1994 إلى 1997، ثم لعب مع فينيكس صنز في موسم 1996–1997، ثم لعب مع كليفلاند كافالييرز في موسم 1997–1998.

## روابط خارجية
- توني دوماس على موقع إن بي أي (الإنجليزية)
- توني دوماس على موقع سبورتس رفرنس (الإنجليزية)
- توني دوماس على موقع كرة السلة الأوروبية.كوم (الإنجليزية)
- توني دوماس على موقع كلية كرة السلة في سبورتس رفرنس.كوم (الإنجليزية)
- توني دوماس على موقع ريلجم (الإنجليزية)
- توني دوماس على موقع بروبوليرز (الإنجليزية)
- توني دوماس على موقع سبورتس رفرنس (الإنجليزية)